# هيو ويد
هيو ويد (بالإنجليزية: Hugh Wade)‏ هو سياسي أمريكي، ولد في 29 يونيو 1901 في دوجيرتي في الولايات المتحدة، وتوفي في 25 مارس 1995 في جونو في الولايات المتحدة. حزبياً، نشط في الحزب الديمقراطي.